# Tarcea
Tarcea, ou Értacsa en hongrois, est une commune roumaine du județ de Bihor, en Transylvanie, dans la région historique de la Crișana et dans la région de développement Nord-Ouest.

## Géographie
La commune de Tarcea est située dans le nord du județ, sur la rive gauche du Ier, dans la plaine de la Crișana, à 7 km au sud-est de Valea lui Mihai et à 58 km au nord d'Oradea, le chef-lieu du județ.
La municipalité est composée des trois villages suivants, nom hongrois, (population en 2002) :
- Adoni, Éradony (786) ;
- Galoșpetreu, Gálospetri (985) ;
- Tarcea, Értacsa (935), siège de la commune.

## Histoire
La première mention écrite du village de Tarcea date de 1163 sous le nom de Thorsa. Le village d'Adoni apparaît lui au XIIIe siècle sous le nom de Odon.
La commune, qui appartenait au royaume de Hongrie, en a donc suivi l'histoire. Le village de Tarcea a été complètement détruit par les Ottomans au XVIIe siècle. Ce n'est qu'au début du XVIIIe siècle qu'il repeuple lentement.
Après le compromis de 1867 entre Autrichiens et Hongrois de l'empire d'Autriche, la principauté de Transylvanie disparaît et, en 1876, le royaume de Hongrie est partagé en comitats. Tarcea intègre le comitat de Bihar (Bihar vármegye).
À la fin de la Première Guerre mondiale, l'Empire austro-hongrois disparaît et la commune rejoint la Grande Roumanie au traité de Trianon.
En 1940, à la suite du deuxième arbitrage de Vienne, elle est annexée par la Hongrie jusqu'en 1944, période durant laquelle sa communauté juive est exterminée par les nazis. Elle réintègre la Roumanie après la Seconde Guerre mondiale au traité de Paris en 1947.

## Politique
| Période                                  | Période  | Identité      | Étiquette | Qualité |
| ---------------------------------------- | -------- | ------------- | --------- | ------- |
| Les données manquantes sont à compléter. |          |               |           |         |
| 2004                                     | En cours | Cartol Bordas | UDMR      |         |

| Parti | Parti                                           | Sièges |
| ----- | ----------------------------------------------- | ------ |
|       | Union démocrate magyare de Roumanie (UDMR)      | 8      |
|       | Parti national libéral (PNL)                    | 1      |
|       | Parti social-démocrate (PSD)                    | 1      |
|       | Parti populaire hongrois de Transylvanie (PPMT) | 1      |

## Religions
En 2002, la composition religieuse de la commune était la suivante :
- Réformés, 51,69 % ;
- Catholiques romains, 20 06 % ;
- Chrétiens orthodoxes, 12,63 % ;
- Grecs-Catholiques, 9,20 % ;
- Baptistes, 5,24 %.

## Démographie
En 1910, à l'époque austro-hongroise, la commune comptait 3 256 Hongrois (94,79 %) et  177 Roumains (5,15 %).
En 1930, on dénombrait 2 401 Hongrois (63,12 %), 1 276 Roumains (33,54 %), 73 Juifs (1,92 %), 31 Roms (0,81 %) et 14 Ukrainiens (0,37 %).
En 1956, après la Seconde Guerre mondiale, 3 069 Hongrois (69,81 %)côtoyaient 1 327 Roumains (30,19 %).
En 2002, la commune comptait 2 085 Hongrois (77,05 %), 454 Roumains (16,77 %) et 165 Roms (6,09 %). 
| 1880  | 1890  | 1900  | 1910  | 1920  | 1930  | 1941  | 1956  | 1966  |
| ----- | ----- | ----- | ----- | ----- | ----- | ----- | ----- | ----- |
| 2 660 | 2 930 | 3 320 | 3 435 | 3 304 | 3 804 | 3 854 | 4 396 | 4 363 |

| 1977  | 1992  | 2002  | 2007  | - | - | - | - | - |
| ----- | ----- | ----- | ----- | - | - | - | - | - |
| 3 584 | 2 881 | 2 706 | 2 590 | - | - | - | - | - |

## Économie
L'économie de la commune repose sur l'agriculture.

## Communications

### Routes
Tarcea est située sur la route nationale DN19 (Route européenne 671) Oradea-Valea lui Mihai-Carei-Satu Mare.

### Voies ferrées
La gare la plus proche est celle de Valea lui Mihai.

## Lieux et monuments
- Tarcea, église orthodoxe datant de 1846[5] ;
- Tarcea, église réformée datant de 1834 ;
- Adoni, église catholique Sf. Treime datant de 1786, classée monument historique[5] ;
- Galoșpetreu, église réformée datant de 1621 ;
- Galoșpetreu, église catholique datant de  1855 ;
- Nombreuses maisons et caves à vin traditionnelles.